# Automolis moira
Automolis moira là một loài bướm đêm thuộc phân họ Arctiinae, họ Erebidae.